# Frederick Dent Grant

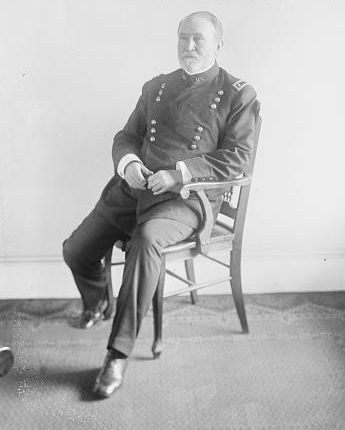
Frederick Dent Grant (1908)

Frederick Dent Grant (* 30. Mai 1850 in St. Louis, Missouri; † 12. April 1912 auf Governors Island, New York) war ein US-amerikanischer General und Polizeibeamter sowie Gesandter der Vereinigten Staaten von Amerika in Österreich-Ungarn. Er war der älteste Sohn des US-Präsidenten Ulysses S. Grant.

## Kindheit
Der Vater war Angehöriger des US-Heeres, als Julia Grant den Jungen gebar. Das Kind wurde nach seinem Onkel Frederick Tracy Dent genannt. Als der Vater nach Michigan und New York versetzt wurde, folgte ihm die Familie. Während der Vater an der Westküste stationiert war, verbrachte Frederick seine frühe Kindheit im Hause seiner Großeltern väterlicherseits. Nach dem Dienstende des Vaters lebte die Familie in St. Louis und in Galena, Illinois. Der Junge besuchte bis zum Ausbruch des Sezessionskrieges 1861 die staatliche Schule in Galena. Der Vater stellte ein Freiwilligenregiment auf und wurde dessen Kommandeur. Der Junge begleitete den Vater, als dessen Regiment in das nördliche Missouri gesandt wurde, wurde aber bei der Ankunft nach Hause geschickt. Im weiteren Verlauf des Krieges besuchte er seinen Vater bei einer Reihe von Feldzügen.

## Frühe militärische Laufbahn
Grant wurde 1866 an die Militärakademie in West Point berufen. Als 1870 Streit über die Zulassung des ersten afroamerikanischen Kadetten James Webster Smith ausbrach, sprach der Philanthrop David Clark im Weißen Haus in der Gegenwart Grants bei dessen Vater vor, um auf die Beendigung von Schikanen hinzuwirken, denen Smith in West Point ausgesetzt war. Grant leugnete, zu den Anführern der rassistischen Peiniger Smiths gehört zu haben, machte aber in rassistischer Weise geltend, dass in West Point niemals ein Afroamerikaner graduieren werde. Er schloss 1871 in West Point seine Ausbildung ab, wurde dem 4. US-Kavallerieregiment zugeteilt und ließ sich beurlauben, um bei der Union Pacific Railroad als Bauingenieur zu arbeiten. Gegen Ende 1871 war er Aide-de-camp von General William Tecumseh Sherman in Europa. 1872 wurde er in Texas wieder zum 4. Kavallerieregiment versetzt.
1873 wurde Grant dem Stab General Philip Sheridans zugeteilt und zum Oberstleutnant befördert. Er nahm an der Yellowstone-Expedition teil und begleitete 1874 George Armstrong Custer auf dessen Expedition in die Black Hills.
Im selben Jahr heiratete er in Chicago Ida Marie Honoré (1854–1930), die Tochter des Chicagoer Grundstückshändlers Henry Honoré. Der Ehe entsprossen 1876 und 1881 die Kinder Julia Dent Grant und Ulysses S. Grant III. Grant erhielt Urlaub, um bei der Geburt seiner Tochter in Washington, D.C. dabei sein zu können, so dass er der Schlacht am Little Bighorn entging, in der Custer und Soldaten von fünf Kompanien des 7. Kavallerieregiments den Tod fanden.
Grant ließ sich 1877 beurlauben, um seinen Vater auf einer Reise um die Welt zu begleiten. 1878 nahm er am Bannock-Krieg gegen die Bannock und nördliche Stämme der Shoshone sowie an dem Kampf gegen Victorio in New Mexico teil.

## Zivile Laufbahn
Grant quittierte 1881 den Dienst beim Heer, half im Anschluss seinem Vater bei den Vorarbeiten zu dessen Lebenserinnerungen und war geschäftlich während dieser Zeit in New York City aktiv. Bei den staatsweiten Wahlen des Jahres 1887 in New York trat er als republikanischer Kandidat für das Amt des Secretary of State an, musste aber eine Niederlage gegen den Demokraten Frederick Cook hinnehmen.
1889 schickte Präsident Benjamin Harrison Grant als Gesandten nach Österreich-Ungarn, wo er die Nachfolge von Alexander Lawton antrat. Nach der Wahl Grover Clevelands zum Präsidenten gestattete man ihm eine Fortsetzung dieser Tätigkeit. Grant legte sein Amt 1893 nieder. Er wurde im folgenden Jahr Polizeipräsident in New York und blieb, ab 1895 Seite an Seite mit Theodore Roosevelt, bis 1898 in dieser Position.

## Spätere militärische Laufbahn

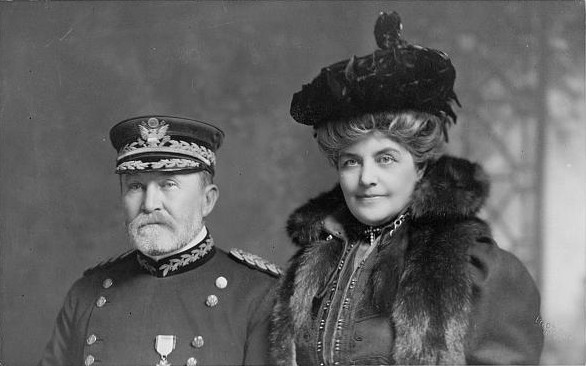
Grant und seine Frau Ida (1905)

Grant wurde beim Ausbruch des Spanisch-Amerikanischen Krieges 1898 als Kommandeur des 14. New Yorker Freiwilligen-Regiments zum Brigadegeneral der Freiwilligen befördert. Er diente in Puerto Rico. Er nahm 1899 am Philippinisch-Amerikanischen Kriege teil und blieb bis 1902 auf den Philippinen. 1901 wurde er zum Brigadegeneral der regulären Armee befördert.
Grant führte nach seiner Rückkehr in die Vereinigten Staaten verschiedene Kommandos und wurde 1906 zum Generalmajor befördert.
Er starb als Befehlshaber der Eastern Division des US-Heeres, zu der die Wehrbereiche Ost und Golfküste gehörten, an Krebs und liegt auf dem West Point Cemetery begraben.